# Stemmops osorno
Stemmops osorno là một loài nhện trong họ Theridiidae.
Loài này thuộc chi Stemmops. Stemmops osorno được Herbert Walter Levi miêu tả năm 1963.